# Біловська сільська рада (Усть-Пристанський район)
Біло́вська сільська рада (рос. Беловский сельский совет) — сільське поселення у складі Усть-Пристанського району Алтайського краю Росії.
Адміністративний центр та єдиний населений пункт — село Білово.

## Населення
Населення — 150 осіб (2019; 230 в 2010, 363 у 2002).